# Jardines de las Fox Cities
El Jardín Botánico de las Fox Cities, en inglés: Gardens of the Fox Cities, es un jardín botánico y arboreto de 35 acres de extensión que se encuentra en el "Appleton Memorial Park", Appleton, Wisconsin.  
Este jardín botánico está administrado por una sociedad privada sin ánimo de lucro.

## Localización
Gardens of the Fox Cities 1313 E. Witzke Boulevard P.O. Box 2603 Appleton, Outagamie county, Wisconsin 54912-2603 United States of America-Estados Unidos de América
Planos y vistas satelitales.44°17′26.16″N 88°23′6.36″O / 44.2906000, -88.3851000
Está abierto a diario desde el alba al ocaso. La entrada es gratuita. 

## Historia
El nombre de Fox Cities deriva de la colectividad de las ciudades Appleton, Neenah, Menasha, Little Chute, Kimberly, Combined Locks, y Kaukauna que son denominadas como las Fox Cities.
En el jardín botánico se incluye el "The Harry & Mary Scheig Learning Center" que abrió sus puertas en el verano de 1996. Diseñado en el estilo clásico de Frank Lloyd Wright, donde se pueden realizar cualquier tipo de evento, desde congresos a bodas.
El edificio fue diseñado por un arquitecto Charles Montooth formado en Taliesin en Spring Green, Wisconsin. Taliesin es la Escuela de diseño arquitectónico de las praderas "Frank Lloyd Wright's Architectural Prairie School of Design" que incorpora la naturaleza en el diseño. Como sello de identidad de los diseños promovidos por la escuela en sus obras arquitectónicas, hay poca separación de interiores a exteriores.
En mayo del 2006, los Jardines anunciaron un proyecto de expansión a largo plazo. El plan incluiría el añadido de, entre otras cosas, una rosaleda, jardín de plantas perennes, pradera de los pájaros, jardín de la serenidad, y un anfiteatro al aire libre. 

## Colecciones
En el jardín botánico se encuentran las "Plant All Stars" del Noreste de Wisconsin, que son un grupo selecto de plantas - cinco árboles, cinco arbustos y 15 plantas perennes (por ejemplo, cinco para pleno sol, 5 para sombra parcial y 5 para sombra total o cinco basadas en tiempo de floración), que han sido escogidas por un grupo de expertos arquitectos del paisaje de la zona.
- Entre los arbustos Hydrangea arborescens, Physocarpus opulifolius, Rhus typhina, Viburnum carlesi, y especies de rosas silvestres.
- Especies de pleno sol Amsonia hubrichtii, Symphyotrichum laevis, Echinacea purpurea, Salvia yangii y cultivares de Nepetas,
- Especies de sombra Brunnera macrophylla, Polemonium caeruleum, Tiarella cordifolia, cultivares de Heuchera, y de Hostas.
- Hierbas para la creación de paisaje en los jardines, Panicum virgatum, Bouteloua curtipendula, Schizachyrium scoparium, Sporobolus heterolepis, y Chasmanthium latifolium